# Кафьеро, Карло
Карло Кафьеро (итал. Carlo Cafiero; 1 сентября 1846, Барлетта — 19 июля 1892, Ночера-Инферьоре) — итальянский анархист, сторонник Михаила Бакунина, живший во второй половине XIX века.

## Биография

### Ранние годы
Карло Кафьеро родился в городе Барлетта, в области Апулия, южная часть Италии, в богатой и знатной семье. Его отец был членом тайного общества карбонариев с 1821 года, один из его братьев и зять стали депутатами, в то время как сам Карло Кафьеро всегда был «белой вороной» в семье.
В 1864 году он отправился в Неаполь, где получил степень юриста. Затем он уезжает во Флоренцию, чтобы начать дипломатическую карьеру. В начале 70-х годов 19 века он побывал в Париже как гость художника Джузеппе Де Ниттиса, своего земляка, который описал Карло как «красивого молодого человека, привлекающего женщин». После он едет в Лондон, где, повзрослев, отказывается от дипломатической карьеры, богатства и семьи, чтобы присоединиться к революционному движению и борьбе за социализм. Считается, что Кафьеро осознал угнетённое положение рабочего класса, услышав увлекательное выступление рабочего-сапожника на митинге. Там же, в Лондоне, он знакомится с Карлом Марксом и Фридрихом Энгельсом.
После вступления в Первый интернационал Кафьеро было поручено заняться пропагандой марксизма в Италии — в стране, где социалистическое движение находилось под сильным влиянием анархизма Михаила Бакунина и республиканизма Джузеппе Мадзини. Он совместно с молодым Эррико Малатестой переформировал старую секцию Интернационала в Неаполе. Там же он был задержан во время одного из собраний и впервые посажен в тюрьму.

### Переход к анархизму
Кафьеро провёл больше года в Италии как представитель Маркса и Энгельса, чтобы препятствовать влиянию анархизма. Тем не менее, благодаря контактам, которые он имел с Джузеппе Фанелли, он перешёл на другую сторону баррикад, встав на сторону Бакунина и его итальянских последователей. Когда в начале 1872 года вышел в свет первый выпуск газеты La Campana, Кафьеро не только был автором статей в ней, но и профинансировал публикацию. В том же году он встречается с Бакуниным в Локарно (Швейцария), где проводит с ним месяц в дискуссиях относительно разногласий бакунистов и марксистов, окончательно встав на сторону анархистов. Летом 1873 года с помощью Кафьеро был реализован проект создания международного центра для революции в Италии и в мире. Кафьеро, продав все свои унаследованные земли, покупает ферму в Швейцарии, на которой поселяется Бакунин. Этот центр, названный La Baronata, впоследствии станет спасительным убежищем для революционеров, преследуемых своими правительствами. В 1875 году Кафьеро едет в Милан и принимает участие в редакционном составе первой социалистической ежедневной газеты — La Plebe, под редакцией Энрико Биньями.
В апреле 1877 года Кафьеро, Малатеста, Чекарелли, русский революционер Степняк-Кравчинский и ещё 30 их товарищей начали восстание в провинции Беневенто. Они захватили деревню Летино без какого-либо сопротивления и были встречены с большим энтузиазмом. Оружие и захваченные материальные ценности были распределены между населением, деньги с налогов были возвращены, а официальные документы уничтожены. Кафьеро объяснял идеи анархизма, свободы, справедливости и нового общества без государства, без господ, слуг, солдат и владельцев на родном диалекте местных жителей. Его прокламации убедили даже приходского священника, который объяснял своим прихожанам, что Интернационал является «истинным апостолом, посланным Богом». В последующие дни аналогичным образом была захвачена деревня Галло. Однако покидая Галло, революционеры-интернационалисты были окружены правительственными войсками, в полном составе были арестованы и брошены в тюрьму. Проведя в заключении более года, все они предстали перед судом и были оправданы в августе 1878 года.
На протяжении всего своего заключения связи Кафьеро с Интернационалом не прерывались. В тюрьме он написал свою самую известную работу — краткое изложение (компендиум) переведённого им «Капитала» Маркса, опубликованное в 1879 году в Милане издательством La Plebe. Работа была признана и высоко оценена даже самим Марксом, который поставил её выше всех похожих работ. Компендиум был написан для того, чтобы донести теорию капитала студентам, грамотным рабочим и мелким собственникам. 
В 1878 году Кафьеро живёт в изгнании в Марселе, работая поваром и докером. В октябре он был арестован вместе с Эррико Малатестой, а после освобождения покинул Францию. Он уехал в Швейцарию, где встретил Петра Кропоткина и в сотрудничестве с Элизе Реклю помог опубликовать бакунинское сочинение Бог и Государство. Андре Коста, покинувший анархический лагерь и вставший на путь парламентаризма и реформистского социализма, разочаровал Кафьеро, который описал его как «изменника, предателя революционной веры и людей». После недолгого ареста в 1881 году Кафьеро перебрался в Лондон. Там он стал страдать паранойей, выражавшейся в мании преследования: ему повсюду чудились шпионы, он даже боялся телефона, который был тогда технической новинкой. 
В марте 1882 года он вернулся в Италию, выразив желание участвовать в надвигающейся выборной кампании. 5 апреля он был арестован без какой-либо причины. 2 мая, находясь под арестом, пребывая в состоянии психического расстройства, Кафиеро попытался покончить жизнь самоубийством. Вспыхнул скандал, и Кафьеро был освобожден, однако поставлен перед выбором места проживания — в Барлетте, его родном городе, или же в изгнании в Швейцарии.

### Изгнание в Швейцарию
Изнурённый и взволнованный, он избрал ссылку в Кьяссо, где снова попытался совершить суицид. Эмилио Беллерио забрал Кафьеро в свой дом в Локарно, а Эррико Малатеста написал о нём: «хотя его разум болен, его сердце ещё живо…». В феврале 1883 года Кафьеро уезжает во Флоренцию, где его встречал друг. Он незамедлительно отправляется во Фьезоле, останавливается в гостинице, однако вскоре сбегает в леса, где позже его находят полуобнаженным. После оказанной медицинской помощи полиция переправляет его в психиатрическую лечебницу Сан Бонифацио во Флоренции. Олимпия Кутузова, жена Кафьеро, возвращается из России в сентябре 1883 года, чтобы присматривать за ним в психиатрическом госпитале Имолы, куда он был доставлен. Олимпия покинула его через полтора года, потому что Кафьеро жестоко обращался с ней в моменты его помешательства. Карло выразил желание вернуться в Барлетта, куда он прибыл во второй половине 1889 года. Вначале родные братья прогнали его, но затем брат Пьетрантонио забрал его из отеля под свою опеку. Умственное здоровье Кафьеро пошло на поправку, однако однажды, возвращаясь домой, он увидел группу крестьян, едящих кусок чёрного жёсткого хлеба, что возбудило в нём революционный дух, и он ворвался в дом, проклиная свою семью. В 1891 году Карло Кафьеро после очередного приступа был определён в психиатрическую больницу в Ночера-Инферьоре, где скончался в воскресенье, 17 июля 1892 года от туберкулёза в возрасте 45 лет.

## Цитаты
«Друзья мои, давайте же уже приблизим Революцию настолько быстро, насколько это возможно, иначе, как вы можете видеть, наши враги позволяют нам умирать вот так – в тюрьмах или в изгнании, или же сходить с ума в печали»Сказано Кафьеро на похоронах Джузеппе Фанелли
«Общее богатство, рассеянное по всей планете, принадлежа всему человечеству, которое находится в пределах досягаемости и в состоянии быть использованным, будет использоваться для общего блага. Как часть человечества, они будут использовать, на самом деле и прямо, здесь свои права на долю от общечеловеческого богатства. Но стоит жителю Пекина посетить эту страну, он станет наслаждаться теми же правами, что и остальные, совместно с другими, он сможет насладиться всем богатством страны, даже если он будет в Пекине.»Отрывок из Анархия и Коммунизм, сообщение, переданное Кафьеро в Конгресс Юрской Федерации Первого интернационала в 1880 году. Даниэль Герен, Ни Богов, ни Хозяев, Книга первая, стр. 250

### О Кафьеро
«Карло был великим в первую очередь за свою внутреннюю природу, за драгоценное воздействие, за непосредственность в своей вере. Эти воспоминания не должны быть потеряны, даже сегодня необходимо поднимать моральный уровень анархистов, которые должны противостоять эгоизму и жестокости, что наводняет нас, чтобы вернуться к доброжелательности, к жертвенному духу, к чувству любви, которыми обладал Карло как самый выдающийся пример»Эррико Малатеста, в письме к Серафино Массотти